# ミケル・ソレール
ミケル・ソレール（Miquel Soler、1965年3月16日 - ）は、スペイン・ジローナ出身の元サッカー選手、現サッカー指導者。スペイン代表だった。現役時代のポジションは主にディフェンダー（左サイドバック）だが、ミッドフィールダーとしてプレーすることもあった。
バルセロナの主要2クラブ（FCバルセロナ、RCDエスパニョール）とマドリードの主要2クラブ（レアル・マドリード、アトレティコ・マドリード）の計4クラブすべてに在籍したことがある唯一の選手である。スペイン代表としてはUEFA欧州選手権1988に出場した。

## 経歴

### クラブ
RCDエスパニョールの下部組織で育ち、1983-84シーズンにトップチームデビュー。1986年には近隣のCEロスピタレートにレンタル移籍し、エスパニョール復帰後はチームに欠かせない選手となった。1986-87シーズンのリーグ戦では42試合中41試合に出場して2得点した。1987-88シーズンのUEFAカップでは決勝に進出し、決勝のバイエル・レバークーゼン戦ファーストレグ(3-0)では得点を挙げたが、セカンドレグではファーストレグと同スコアで敗れ、PK戦の末に敗れて準優勝に終わった。1988年、エスパニョールのライバルであるFCバルセロナに移籍し、1988-89シーズンにはUEFAカップウィナーズカップで優勝。1989-90シーズンにはコパ・デル・レイ、1990-91シーズンにはプリメーラ・ディビシオン（1部）を制した。
1991年にアトレティコ・マドリードに移籍し、1991-92シーズンにはコパ・デル・レイで優勝。1992年には再びバルセロナに加入したが、ノーインパクトに終わった。1993年にセビージャFCに移籍し、1993-94シーズンと1994-95シーズンでリーグ戦計75試合に出場。1995年夏にはバルセロナやアトレティコ・マドリードのライバルであるレアル・マドリードに移籍したが、1995-96シーズンはほとんど出場機会がなく、1シーズンで退団した。1996年にはレアル・サラゴサに加入して2シーズンプレー。33歳となったソレールはRCDマヨルカと契約し、加入直後の1998年にスーペルコパ・デ・エスパーニャを制したほか、1998-99シーズンにはUEFAカップウィナーズカップで準優勝した。2002-03シーズンにはコパ・デル・レイで自身3度目の優勝を果たし、同シーズン終了後に現役引退した。プリメーラ・ディビシオンでは通算504試合に出場して12得点を挙げた。

### 代表
UEFA欧州選手権1988予選のルーマニア戦(1-3)でスペイン代表デビューした。UEFA欧州選手権1988本大会にも出場し、デンマーク戦（後半に出場）とイタリア戦に出場した。

## タイトル

### 選手時代
FCバルセロナ
- プリメーラ・ディビシオン：1回（1990-91）
- コパ・デル・レイ：1回（1989-90）
- UEFAカップウィナーズカップ：1回（1988-89）

アトレティコ・マドリード
- コパ・デル・レイ：1回（1991-92）

RCDマヨルカ
- コパ・デル・レイ：1回（2002-03）
- スーペルコパ・デ・エスパーニャ：1回（1998）